# Adjoemakondre
Adjoemakondre is een marrondorp in het district Marowijne in Suriname. Het ligt aan de rivier Coermotibo.
Begin jaren 2010 werd een drinkwatervoorziening aangelegd in het dorp. Het project was een gezamenlijke onderneming van Suralco en de SWM. In 2014 vormde Adjoemakondre het middelpunt van een grote krutu (vergadering) waar zowel marron- als inheemse dorpshoofden deelnamen.

## Bauxiet
Natbij het dorp werd in de jaren 2010 bauxiet gewonnen in de volgende mijnen:
- Adjoema 1: 5° 35′ NB, 54° 16′ WL
- Adjoema 2
- Adjoema 3: 5° 36′ NB, 54° 17′ WL
- Adjoema 4: 5° 36′ NB, 54° 18′ WL